# Альбертацци, Микеланджело
Микела́нджело Альберта́цци (итал. Michelangelo Albertazzi; 7 января 1991, Болонья) — итальянский футболист, защитник. Ранее выступал за юношеские сборные Италии. Завершил профессиональную карьеру в 2019 году.

## Карьера

### В клубах
Микеланджело Альбертацци воспитанник «Болоньи». В 2007 году он был продан в «Милан» на правах совместного владения и через год, в 2008, официально перешёл в новую команду. До 2011 года Альбертацци выступал за Примаверу, а затем был отдан в аренду, сначала в испанский «Хетафе», а затем в «Варезе» и «Верону». За «Хетафе» Микеланджело не провёл ни одного матча, а за «Варезе» в серии B сыграл 2 матча. Сезон 2012/13 Альбертацци опять провёл в серии B, выступая за «Эллас Верону». Вместе с командой Микеланджело добился перехода в серию A, где и провёл ещё один сезон в «Вероне». В чемпионате Италии он дебютировал 24 августа 2013 года в матче 1-го тура против «Милана». Перед началом сезона 2014/15 «Милан» хотел приобрести игрока санкт-петербургского «Зенита» Доменико Кришито и рассматривал вариант с его обменом на Альбертацци. В итоге сделка не состоялась, а Микеланджело остался в клубе.

### В сборных
За юношескую сборную до 19 лет Альбертацци выступал на чемпионатах Европы 2008 и 2010 года. В 2009 он сыграл 5 матчей на молодёжном чемпионате мира.